# Білгород-Дністровський район
Білгород-Дністровський район (Білгород-Дністровщина) — район Одеської області в Україні, утворений 17 липня 2020 року. Адміністративний центр — місто Білгород-Дністровський.

## Історія

Білгород-Дністровська районна рада

Район створено відповідно до постанови Верховної Ради України № 807-IX від 17 липня 2020 року. До його складу увійшли: Білгород-Дністровська, Татарбунарська міські, Саратська, Сергіївська селищні, Дивізійська, Кароліно-Бугазька, Кулевчанська, Лиманська, Маразліївська, Мологівська, Петропавлівська, Плахтіївська, Старокозацька, Тузлівська, Успенівська, Шабівська сільські територіальні громади.

## Передісторія земель району
Раніше територія району входила до складу Білгород-Дністровського (1940—2020), Татарбунарського, Саратського районів та Кароліно-Бугазької і Петропавлівської громади.